# The Bears and the Bees
The Bears and the Bees (bra: Os Ursos e Abelhas) é um curta-metragem de animação lançado em 1932, como parte da série Silly Symphonies. Foi dirigido por Wilfred Jackson e produzido por Walt Disney.